# Listă de sculptori sârbi
Aceasta este o listă de sculptori sârbi.

## C
- Đorđije Crnčević

## J
- Zdravko Joksimović
- Đorđe Jovanović

## L
- Oto Logo

## P
- Dimitrije Petrović
- Zoran Petrović
- Miša Popović

## S
- Sreten Stojanović

## Ž
- Miodrag Živković